# Lucio Caracciolo
Lucio Caracciolo (Roma, 7 febbraio 1954) è un giornalista italiano, fondatore e direttore della rivista italiana di geopolitica Limes.

## Biografia
Nasce a Roma il 7 febbraio 1954, figlio dello storico dell'economia Alberto Caracciolo e della storica del diritto Giuliana D'Amelio. Nipote del generale Mario Caracciolo, barone di Feroleto, discende dall'omonima famiglia della nobiltà napoletana. In un'intervista, ha definito la sua «una normalissima famiglia di intellettuali agiati e di estrema sinistra».

### Carriera giornalistica
Laureato in filosofia all'Università La Sapienza di Roma, dal 1973 al 1975 è redattore di Nuova Generazione, periodico della FGCI, l'organizzazione giovanile del Partito Comunista Italiano. In merito a questo incarico, facendo riferimento ai finanziamenti sovietici al PCI, Caracciolo ha dichiarato: «È tecnicamente giusto dire di me: "pagato da Mosca"». Passa in seguito a la Repubblica, dove lavora dal 1976 al 1983 come cronista politico, diventando capo della redazione politica. Dal 1979 è giornalista professionista, iscritto all'Ordine dei giornalisti del Lazio. È stato caporedattore di MicroMega dal 1986 al 1995.
Scrive editoriali e commenti di politica estera per il Gruppo Editoriale L'Espresso. Ha scritto diversi saggi, alcuni dei quali sono stati pubblicati in traduzione anche in altri Paesi.
Dirige la rivista di geopolitica Limes, da lui fondata nel 1993, e la Eurasian Review of Geopolitics Heartland, nata nel 2000. È membro del comitato scientifico della Fondazione Italia USA.
Nel 2002, insieme a Silvestro Montanaro, ha condotto il programma televisivo C'era una volta - Dagli Appennini alle Ande, in onda su Rai 3, in cui i grandi temi politici, economici e sociali del nuovo millennio venivano affrontati assieme agli ospiti che si avvicendavano ogni settimana.

### Attività accademica
Caracciolo ha ricoperto vari incarichi come docente a contratto. Ha insegnato geografia politica ed economica all'Università degli studi Roma Tre, svolge seminari di geopolitica in varie istituzioni e presiede i master in geopolitica organizzati dalla SIOI.
Dall'anno accademico 2006-2007 insegna geografia politica ed economica presso la facoltà di filosofia della mente, della persona, della città e della storia dell'Università Vita-Salute San Raffaele di Milano. Dall'anno accademico 2009-2010 insegna studi strategici nell'ambito del dipartimento di scienze politiche della Libera università internazionale degli studi sociali Guido Carli (LUISS) di Roma. Dall'anno accademico 2010-2011 partecipa a insegnamenti nella prima laurea magistrale in International Relations in lingua inglese dello stesso ateneo.

## Opere
- Alba di guerra fredda. All'origine delle due Germanie, Roma-Bari, Laterza, 1986, ISBN 88-420-2787-1.
- Curatela di Ralf Dahrendorf, François Furet, Bronisław Geremek, La democrazia in Europa, Roma-Bari, Laterza, 1992. ISBN 88-420-4113-0.
- Curatela di Ernesto Galli della Loggia, Intervista sulla destra, Roma-Bari, Laterza, 1994. ISBN 88-420-4433-4.
- Euro no. Non morire per Maastricht, Roma-Bari, Laterza, 1997, ISBN 88-420-5249-3.
- Lo sguardo dell'altro. Per una governance della globalizzazione, a cura di e con Paolo Annunziato e Antonio Calabrò, Bologna, Il mulino, 2001. ISBN 88-15-08452-5.
- L'Italia alla ricerca di se stessa, in Storia d'Italia, VI, L'Italia contemporanea. Dal 1963 a oggi, a cura di Giovanni Sabbatucci e Vittorio Vidotto, Roma-Bari, Laterza, 1999. ISBN 88-420-5854-8.
- Terra incognita. Le radici geopolitiche della crisi italiana, Roma-Bari, Laterza, 2001. ISBN 88-420-6251-0.
- Dialogo intorno all'Europa, con Enrico Letta, Roma-Bari, Laterza, 2002. ISBN 88-420-6556-0.
- Gli usi geopolitici della germanofobia. Fra Europa ed euro, in Italia e Germania 1945-2000. La costruzione dell'Europa, a cura di Gian Enrico Rusconi e Hans Woller, Bologna, Il mulino, 2005. ISBN 88-15-10115-2.
- L'Europa è finita?, con Enrico Letta, Torino, Add editore, 2010. ISBN 978-88-96873-06-9.
- America vs America. Perché gli Stati Uniti sono in guerra contro se stessi, Roma-Bari, Laterza, 2011. ISBN 978-88-420-9644-3.
- L'eredità geopolitica della Grande guerra, in Senza la guerra, Bologna, Il Mulino, 2016, ISBN 978-88-15-26422-0.
- La pace è finita. Così ricomincia la storia in Europa, Feltrinelli, 2022, ISBN 9788807493423